# 11'30 contre les lois racistes
11'30 contre les lois racistes est un morceau collectif culte du rap français politique, datant de 1997. Jean-François Richet et Maître Madj d'Assassin réunissent dix-sept artistes pour ce manifeste antiraciste destiné à récolter des fonds pour le Mouvement de l'immigration et des banlieues.

## Historique
« Loi Deferre, loi Joxe, lois Pasqua ou Debré, une seule logique : la chasse à l'immigré. Et n'oublie pas tous les décrets et circulaires. Nous ne pardonnerons jamais la barbarie de leurs lois inhumaines. Un État raciste ne peut que créer des lois racistes. Alors assez de l'antiracisme folklorique et bon enfant dans l'euphorie des jours de fête. Régularisation immédiate de tous les immigrés sans papiers et de leurs familles. Abrogation de toutes les lois racistes régissant le séjour des immigrés en France. Nous revendiquons l'émancipation de tous les exploités de ce pays. Qu'ils soient français ou immigrés. »

Ainsi débute le morceau intitulé 11’30 contre les lois racistes rassemblant, à l'initiative du réalisateur Jean-François Richet et Maître Madj d'Assassin Productions, des personnalités marquantes du rap français pour dénoncer le projet de loi Debré visant à durcir les conditions d'entrée et de séjour des étrangers en France. Le disque est produit par Why Not/Crépuscule, Cercle rouge et Assassin Productions, réalisé par White & Spirit et enregistré et mixé par Spirit et Jean-Baptiste Millet.
Jean-François Richet est au début de sa carrière lorsqu'il initie ce projet. Il vient de réaliser État des lieux (1995) sur lequel il a travaillé avec Madj et est en train de préparer la sortie de Ma 6-T va crack-er. Le réalisateur souhaite se démarquer de ses confrères cinéastes, dont une soixantaine (Arnaud Desplechin, Bruno Podalydès, Cédric Klapisch, Claude Miller, Bertrand Tavernier, etc.) vient de signer une tribune parue dans Le Monde et Libération le 12 février 1997. Bien que cette critique de la loi Debré se traduise par un appel à la désobéissance civile, elle est jugée trop tendre à l'égard de la gauche plurielle,,. Richet ne signe pas la tribune en se justifiant ainsi :

« Il ne suffit pas de savoir contre qui on se bat, mais de savoir avec qui on s'allie. Je n'ai pas signé la pétition, je ne voulais pas voir mon nom figurer à côté de certains qui ont flirté quatorze ans avec le pouvoir. Leur initiative est éphémère et réformiste. Le réformisme a souvent pavé la voie au fascisme. »

L'intégralité des droits et royalties des artistes, auteurs, compositeurs, éditeurs et producteurs doit être reversée au Mouvement de l'immigration et des banlieues (MIB), association luttant alors contre la double peine et les crimes policiers,. Selon Madj :

« Nous ne voulions pas aider des gens, comme SOS Racisme, qui ont été trop longtemps sponsorisés par l’Élysée. L'argent ira au MIB, une asso qui a toujours défendu ceux que d'autres jugeaient indéfendables. »

Le projet se fait très rapidement. Le morceau est enregistré les 1er et 2 mars 1997 aux studios Plus XXX, Cercle Rouge et Petit Mas et est commercialisé à partir du 21 mars en maxi trois titres (la chanson éponyme, sa version instrumentale et la version a capella) CD et vinyle,. Ce projet bénéficie d'une importante couverture médiatique, dont un papier annoncé en Une du Monde du 6 mars,. La sortie du disque s'accompagne d'un concert à la Cigale à Paris, avec Lofofora, Assassin, Momo Roots, Fabe, Koma. Tiré initialement entre 5 000 et 6 000 exemplaires, le disque est un succès commercial atteignant 60 000 exemplaires vendus en octobre, permettant aux organisateurs de faire un chèque de 500 000 francs au MIB.
Pour l'Abcdr du son, « tout ce petit monde excelle dans ce brûlot d'engagement ». Denis-Constant Martin qualifie ce titre de « manifeste antiraciste ». Gilles Médioni pour l'Express y voit une « pétition rap ». La musique, basée sur un sample de la musique du film Exodus par Ernest Gold en 1960, est moins plébiscitée. David Dufresne qualifie la rythmique d'« un peu usante-usée à la longue ».
Le disque est ré-édité en 2007, à l'occasion du premier Forum Social des Quartiers Populaires, dont le MIB fut partie prenante.

## Artistes de la chanson
Dix-neuf artistes interprètent la chanson. Par ordre d'apparition,, : Jean-François Richet, Maître Madj (Assassin), Rockin' Squat (Assassin), Akhenaton (IAM), Arco et Mystik, Soldafada et Ménélik, Yazid, Fabe, Rootsneg (en créole), Djoloff (en wolof), Sleo, Kabal, Azé, Radicalkicker, Passi, Freeman (IAM), Stomy Bugsy et Passi (Ministère AMER).
Quelques grands noms du rap français manquent, tels que NTM et MC Solaar. Ils étaient indisponibles selon Jean-François Richet. Solaar déclare par la suite que « ça devait se faire dans l'urgence et lorsqu'on m'a sollicité je ne pouvais pas me libérer ; je l'aurais sans doute fait, mais en cherchant à en savoir plus ».

## Liste des pistes
| Listes des titres | Listes des titres              | Listes des titres | Listes des titres | Listes des titres | Listes des titres | Listes des titres | Listes des titres | Listes des titres | Listes des titres |
| No                | Titre                          | Paroles           | Musique           | Durée             |                   |                   |                   |                   |                   |
| ----------------- | ------------------------------ | ----------------- | ----------------- | ----------------- | ----------------- | ----------------- | ----------------- | ----------------- | ----------------- |
| 1.                | 11'30 contre les lois racistes | collectif         | White & Spirit    | 11:34             |                   |                   |                   |                   |                   |
| 2.                | version instrumentale          |                   | White & Spirit    | 8:21              |                   |                   |                   |                   |                   |
| 3.                | version a capella              | collectif         |                   | 11:15             |                   |                   |                   |                   |                   |
| 31:10             |                                |                   |                   |                   |                   |                   |                   |                   |                   |

## Classements
Le morceau 11'30 contre les lois racistes termine dans le top 100 hebdomadaire et annuel, ce qui reste rare pour l'époque. Entre 1990 et 1997, seulement trente-six titres de rap francophone figurent dans le top 100 hebdomadaire des meilleurs ventes de singles selon le SNEP.
| Classement hebdomadaire (7 avril 1997) | Meilleure position |
| -------------------------------------- | ------------------ |
| France (Charts in France)              | 37                 |

| Classement annuel (1997) | Position |
| ------------------------ | -------- |
| France - SNEP            | 92       |

## Reprises
11′30 contre les lois racistes a notamment été samplé par : 
- IAM, dans C'est Donc ça Nos Vies (1997) ;
- Fabe, dans L'Impertinent (1998).